# Жартую (телесеріал)
«Жартую» (англ. Kidding) — американський телесеріал-драмедія каналу Showtime із Джимом Керрі в головній ролі. Історія телезірки Джеффа «Містера Огірочка», який веде веселе та пізнавальне дитяче шоу, тоді як його власне життя котиться шкереберть.
Перший сезон телесеріалу «Жартую» розпочався 9 вересня 2018 року, десятий епізод вийшов в ефір 11 листопада. Прем'єра фінального другого сезону відбулася 9 лютого 2020 року.

## Синопсис
Дія фільму «Жартую» відбувається в Колумбусі, штат Огайо, і розповідає про Джеффа Піккірілло, відомого як улюблений дитячий телеведучий Містер Піклз, якого цінують як діти, так і батьки. Містер Піклз керує багатомільйонною брендинговою імперією, але він стикається з особистою трагедією та складним сімейним життям.

## Епізоди
| Сезон | Епізоди | Епізоди | Оригінальний показ | Оригінальний показ |
| Сезон | Епізоди | Епізоди | Останній показ     | Перший показ       |
| ----- | ------- | ------- | ------------------ | ------------------ |
| 1     | 10      | 10      | 9 вересня 2018     | 11 листопада 2018  |
| 2     | 10      | 10      | 9 лютого 2020      | 8 березня 2020     |

### Сезон 1 (2018)
| № серії (загалом) | № серії (в сезоні) | Назва серії               | Режисер(и)    | Сценарист(и)                   | Оригінальна дата показу | Глядачів U.S. (млн) |
| --- | ------------------ | ------------------------- | ------------- | ------------------------------ | ----------------------- | ------------------- |
| 1 | 1                  | «Green Means Go»          | Michel Gondry | Dave Holstein                  | 9 вересня 2018          | 0.443               |
| У річницю смерті свого сина Філіпа Джефф Піккірілло з'являється на шоу Конан і співає одну зі своїх відомих пісень. Перебуваючи на знімальному майданчику своєї телепрограми «Час ляльок містера Піклза», він пропонує продюсеру шоу Себу, продюсеру і своєму батькові, зняти епізод на тему смерті, але той швидко відкидає цю ідею. Джефф повертається до будинку, який раніше ділив зі своєю дружиною Джилл, з якою вони розлучилися, та їхнім сином Віллом, який вижив. На знімальному майданчику Джефф знову обговорює свою пропозицію зняти епізод, присвячений смерті, і Себ погоджується. Пізніше сестра Джеффа Дірдре повертається додому і намагається переконати свою доньку Медді їсти овочі. Вона відступає після того, як Медді розповідає, що раніше того ж дня бачила, як її батько Скотт мав сексуальний контакт на подвір'ї. Наступного дня Джефф вмикає шоу, очікуючи побачити епізод про повітряну смерть, але замість цього бачить, що його замінили. Себ підтверджує йому це в телефонній розмові і нагадує, щоб він не заплямував свій бренд та імідж, оскільки Джефф частково голить голову, незважаючи на це. Джефф купує будинок, виставлений на продаж по сусідству з попереднім, де бачить свою дружину на кухні з іншим чоловіком. |                    |                           |               |                                |                         |                     |
| 2 | 2                  | «Pusillanimous»           | Michel Gondry | Dave Holstein                  | 16 вересня 2018         | 0.290               |
| 3 | 3                  | «Every Pain Needs a Name» | Jake Schreier | Halley Feiffer                 | 23 вересня 2018         | 0.303               |
| 4 | 4                  | «Bye, Mom»                | Jake Schreier | Michael Vukadinovich           | 30 вересня 2018         | 0.281               |
| 5 | 5                  | «The New You»             | Michel Gondry | Cody Heller                    | 7 жовтня 2018           | 0.199               |
| 6 | 6                  | «The Cookie»              | Michel Gondry | Noah Haidle                    | 14 жовтня 2018          | 0.166               |
| 7 | 7                  | «Kintsugi»                | Minkie Spiro  | Jas Waters                     | 21 жовтня 2018          | 0.192               |
| 8 | 8                  | «Philliam»                | Minkie Spiro  | Roberto Benabib                | 28 жовтня 2018          | 0.179               |
| 9 | 9                  | «LT. Pickles»             | Michel Gondry | Joey Mazzarino & Dave Holstein | 4 листопада 2018        | 0.152               |
| 10 | 10                 | «Some Day»                | Michel Gondry | Dave Holstein                  | 11 листопада 2018       | 0.224               |

### Сезон 2 (2020)
| № серії (загалом) | № серії (в сезоні) | Назва серії                            | Режисер(и)      | Сценарист(и)                 | Оригінальна дата показу | Глядачів U.S. (млн) |
| ----------------- | ------------------ | -------------------------------------- | --------------- | ---------------------------- | ----------------------- | ------------------- |
| 11                | 1                  | «The Cleanest Liver in Columbus, Ohio» | Jake Schreier   | Dave Holstein                | 9 лютого 2020           | 0.120               |
| 12                | 2                  | «Up, Down and Everything in Between»   | Jake Schreier   | Michael Vukadinovich         | 9 лютого 2020           | 0.085               |
| 13                | 3                  | «I'm Listening»                        | Kimberly Peirce | Roberto Benabib              | 16 лютого 2020          | 0.081               |
| 14                | 4                  | «I Wonder What Grass Tastes Like»      | Kimberly Peirce | Hilary Weisman Graham        | 16 лютого 2020          | 0.043               |
| 15                | 5                  | «Episode 3101»                         | Michel Gondry   | Joey Mazzarino               | 23 лютого 2020          | 0.098               |
| 16                | 6                  | «The Death of Fil»                     | Michel Gondry   | Dave Holstein                | 23 лютого 2020          | 0.088               |
| 17                | 7                  | «The Acceptance Speech»                | Bert & Bertie   | Michael Vukadinovich         | 1 березня 2020          | 0.107               |
| 18                | 8                  | «A Seat on the Rocket»                 | Bert & Bertie   | Jas Waters                   | 1 березня 2020          | 0.076               |
| 19                | 9                  | «The Nightingale Pledge»               | Jake Schreier   | Dylan Tanous & Dave Holstein | 8 березня 2020          | 0.140               |
| 20                | 10                 | «The Puppet Dalai Lama»                | Jake Schreier   | Dave Holstein                | 8 березня 2020          | 0.054               |